# Dalen (Noorwegen)
Dalen is een plaats in de Noorse gemeente Tokke, provincie Telemark. Dalen telt 785 inwoners (2007) en heeft een oppervlakte van 1,18 km². Het dorp is de zetel van het gemeentebestuur.
Vanuit Dalen varen de passagiersboten zoals de Henrik Ibsen en de Victoria door de sluizen van het Telemarkkanaal tot aan Skien.